# ریورا (تگزاس)
ریورا (به انگلیسی: Rivera) یک منطقهٔ مسکونی در ایالات متحده آمریکا است که در تگزاس واقع شده‌است. ریورا ۱۶۲ نفر جمعیت دارد.